# Hans Bals
 Johann Baptist „Hans“ Bals (* 15. August 1917 in Freising; † 23. Oktober 2004) war ein deutscher Politiker der SPD.

## Leben
Nach der Volksschule absolvierte Hans Bals, der römisch-katholischen Glaubens war, eine Schreinerlehre. Nach Reichsarbeitsdienst und Wehrdienst war er bis 1945 Berufssoldat, zuletzt als Oberfeldwebel. Er kam schwer verwundet aus dem Krieg. 1946 wurde er Verwaltungsangestellter bei der AOK. Bals war vor 1933 Mitglied der Sozialistischen Arbeiterjugend. Er gehörte 1945 zu den Wiederbegründern der SPD in Oberbayern. Zeitweise war er stellvertretender Bezirksvorsitzender der SPD Oberbayern.
Ab 1946 war Bals Mitglied im Stadtrat von Laufen und von 1946 bis 1996 Mitglied zuerst des Kreistages des Landkreises Laufen und nach dessen Auflösung im Zuge der Gebietsreform des Berchtesgadener Land. Bals gehörte dem Deutschen Bundestag von 1953 bis 1972 an. Dort arbeitete er vor allem im Bereich der Verteidigungspolitik. Von Mai 1971 bis Ende 1972 gehörte er der Beratenden Versammlung des Europarates an, nachdem er zuvor bereits seit Januar 1970 stellvertretendes Mitglied gewesen war. Von 1948 an war Bals stellvertretender Landrat im Landkreis Laufen.
Im August 1971 behauptete der SPD-Bundestagsabgeordnete Klaus-Peter Schulz in der von Gerhard Löwenthal moderierten Fernsehsendung ZDF-Magazin, Bals teile Schulz’ Kritik an der Berlin-Politik der sozialliberalen Bundesregierung. Bals wies dies zurück und kritisierte Schulz’ Vorgehen mit dem Kommentar „Unpassend, bei Löwenthal kontra zu geben“.
Verheiratet war Hans Bals mit Franziska Veichtlbauer.

## Ehrungen
- 1965: Bayerischer Verdienstorden
- 1968: Verdienstkreuz 1. Klasse der Bundesrepublik Deutschland
- 1973: Großes Verdienstkreuz der Bundesrepublik Deutschland
- 1987: Bürgermedaille der Stadt Laufen[3]